# Molophilus womba
Molophilus womba är en tvåvingeart som beskrevs av Günther Theischinger 1992. Molophilus womba ingår i släktet Molophilus och familjen småharkrankar. Inga underarter finns listade i Catalogue of Life.